# هیلکنبرووک
هیلکنبرووک (به آلمانی: Hilkenbrook) یک شهر در آلمان است که در امسلاند واقع شده‌است. هیلکنبرووک ۸۴۴ نفر جمعیت دارد.